# Nikolaj Gennadievič Basov
Nikolaj Gennadievič Basov (in russo Николай Геннадиевич Басов?; Usman', 14 dicembre 1922 – 1º luglio 2001) è stato un fisico sovietico.
Nel 1964 vinse il Premio Nobel per la fisica, con Aleksandr Prochorov e Charles Hard Townes, per il suo contributo nel campo dell'elettronica quantistica che portarono poi allo sviluppo del laser e del maser.